# Лучшее. Враг хорошего
«Лучшее. Враг хорошего» — второй сборник в дискографии группы «Тараканы!». Альбом выпущен в 2002 году по инициативе «FeeLee Records» отмечавшим в тот год свой 10-летний юбилей. В этот сборник вошли наиболее известные хиты за 12-летнюю историю группы, редкие записи, по-новому аранжированные и заново записанные песни начального периода группы и одна ранее не издававшаяся песня. Презентация альбома прошла 24 октября 2002 года в клубе «Точка».

## Список композиций
1. «Причина для ненависти» — 2:38
2. «Военкомат» — 2:54
3. «Farewell Majority» (новая версия) — 2:34
4. «Пиво на вино» — 2:48
5. «Русский рок» — 3:08
6. «Поезд в сторону Арбатской» — 3:13
7. «Мальчики-танчики» (новая версия) — 2:25
8. «Freedom» (новая версия) — 2:55
9. «Я пил» (версия УП2) — 2:30
10. «Дурная башка» — 2:05
11. «Реальный панк» feat. Чача — 2:22
12. «Много тёлок и пива» — 1:39
13. «Панк-рок песня» — 2:46
14. «Я смотрю на них» — 3:11
15. «Украл? Выпил?! В тюрьму!!!» (новая версия) — 1:33

### Бонус-трек на коллекционном издании
1. «Override Generation» — 2:37

### История записи
Студия «Добролёт», Санкт-Петербург, сентябрь 2002 года (1, 3, 7, 8, 15, 16);

Студия «Добролёт», Санкт-Петербург, октябрь—ноябрь 1999 года. (2, 12);

Студия «Добролёт», Санкт-Петербург, июнь—июль 1997 года (4, 10);

Студия «Турне», Арбат, Москва, июль—август 1998 года (6, 13);

Студия «Добролёт», Санкт-Петербург, 2001 год (5, 11, 14);

Студия «Гнесинка», Москва, 1996 год (9);

## Музыканты
- Дмитрий Спирин — вокал
- Дмитрий Кежватов — гитара, бэк-вокал (1, 3, 5—8, 11, 13—16)
- Алексей Соловьёв — бас-гитара, бэк-вокал
- Сергей Прокофьев — барабаны (1—3, 5—8, 11—16)
- Александр Голант — гитара, бэк-вокал (2, 6, 12, 13)
- Константин Дементьев — барабаны (6, 13)
- Денис Рубанов — барабаны (4, 9, 10)
- Максим Беляев — гитара (4, 10)
- Владимир Родионов — гитара, бэк-вокал (9)

### Приглашённые музыканты
- Александр «Чача» Иванов — вокал (11)

## Интересные факты
- Демоверсия песни «Русский рок» издавалась на коллекционном издании альбома «Попкорм (Мы научили мир сосать)»;
- В новой версии «Мальчики-танчики» немного изменён текст, предыдущий вариант песни издан на дебютном альбоме «Duty Free Songs»;
- Предыдущие варианты песни «Freedom» были изданы на альбомах «Duty Free Songs», «Best Before...» и «Краткое содержание предыдущих серий»;
- Предыдущие варианты песни «Farewell Majority» были изданы на альбомах «Best Before...» и «Краткое содержание предыдущих серий»;
- «Я пил» (версия УП2) ранее издавалась на сборнике «Учитесь плавать. Урок второй», позже вышла на переиздании альбома «Украл? Выпил?! В тюрьму!!!»;
- «Реальный панк» feat. Чача ранее издавалась на коллекционном издании альбома «Страх и ненависть»;
- Новая версия «Украл? Выпил?! В тюрьму!!!» позже вышла на переиздании альбома «Украл? Выпил?! В тюрьму!!!»;
- «Override Generation» — кавер-версия песни японской группы «SOBUT», позже вышла на альбоме «Freedom Street»;